# Ougdan
Ougdan (en russe : Угдан) est un village et municipalité russe du raïon de Tchita du kraï de Transbaïkalie, en Sibérie. Sa population s'élevait à 2 008 habitants au recensement de 2021.

## Géographie
Le village d'Ougdan se situe dans le kraï de Transbaïkalie, un kraï situé en Transbaïkalie, région de Sibérie orientale, en Russie. Il fait partie du district fédéral extrême-oriental. Le village fait partie du raïon de Tchita, un raïon du kraï, avec Tchita comme centre administratif. Il fait partie de l'établissement rural de Karagaï, une municipalité, avec le village de Karagaï comme chef-lieu,.
Le fuseau horaire du village est MSK+6 (heure de Iakoutsk). Le décalage horaire appliqué par rapport au temps universel coordonné est +09:00.

## Histoire
Le village a été fondé en 1930.

## Démographie
Recensements (*) et estimations de la population,,:
| 2002 * | 2010* | 2021* | - |
| ------ | ----- | ----- | - |
| 926    | 1 255 | 2 008 | - |